# Yponomeuta brunnescens
Yponomeuta brunnescens is een vlinder uit de familie van de stippelmotten (Yponomeutidae). De wetenschappelijke naam van de soort werd in 1888 gepubliceerd door Frederic Moore.